# イェンス・オドゴール
イェンス・オドゴール（Jens Odgaard, 1999年3月31日 - ）は、デンマーク・ヒレレズ出身のサッカー選手。セリエA・ボローニャFC所属。ポジションはフォワード。
日本語での表記は定まっておらず、オドゴール、オドゴーア、オドゴー、オドガールトなど表記の仕方は多岐にわたる。

## 経歴
リンビーBKのユース出身で、2016年3月15日のオールボーBK戦において16歳でデビューを果たした。2016年の夏、トップチームに昇格した。
2017年7月5日、インテルナツィオナーレ・ミラノに加入することが発表された。
2018年6月30日、インテルの買い戻しオプションありの移籍金およそ7億円でUSサッスオーロ・カルチョに移籍した。2019年2月24日のS.P.A.L.戦で75分にアレッサンドロ・マトリとの交代でピッチに立ったが、この試合が2018-19シーズンで唯一の出場となった。2019-20シーズンはSCヘーレンフェーンにレンタル移籍。ヨニー・ヤンセン監督の下、リーグ戦24試合に出場し7得点を記録した。
2020-21シーズン前半はスイスのFCルガーノでプレーするが、6試合出場無得点に終わりシーズン前半でレンタルバックとなる。2021年1月21日、セリエBのデルフィーノ・ペスカーラ1936へシーズン終了までのローンで加入した。
2022年6月24日、AZアルクマールに完全移籍し、5年契約を交わした。
2024年2月1日、2023-24シーズン終了時までボローニャFCへレンタル移籍することが決定した。